# Guineasvala
Guineasvala (Hirundo lucida) är en afrikansk fågel i familjen svalor inom ordningen tättingar.

## Utseende
Guineasvalan är en vacker, långstjärtad svala med blåglansig ovansida och vit undersida. Den är vidare tegelröd på strupe, panna och övre delen av bröstet, kantat undertill av ett mörkblått tunt band. Arten är mycket lik ladusvalan, men har kortare stjärt, mer vitt på stjärten, mer rött på bröstet och ett smalare blått bröstband.

## Utbredning och systematik
Guineasvala delas in i tre underarter med följande utbredning:
- Hirundo lucida lucida – Sahel och Senegal till Ghana, Togo och västligaste Nigeria
- Hirundo lucida rothschildi – centrala och sydvästra Etiopien
- Hirundo lucida subalaris – östra Demokratiska republiken Kongo (nedre och övre dalen vid Kongofloden) och norra Gabon

## Levnadssätt
Guineasvalan hittas i en rad öppna miljöer, såväl i gräsmarker och savann som i städer.

## Status och hot
Arten har ett stort utbredningsområde och en stor population, och tros öka i antal till följd av ökad tillgång till boplatser. Utifrån dessa kriterier kategoriserar IUCN arten som livskraftig (LC). Världspopulationen har inte uppskattats men den beskrivs som ovanlig till lokalt vanlig, ibland till och med mycket vanlig.